# Tube acoustique

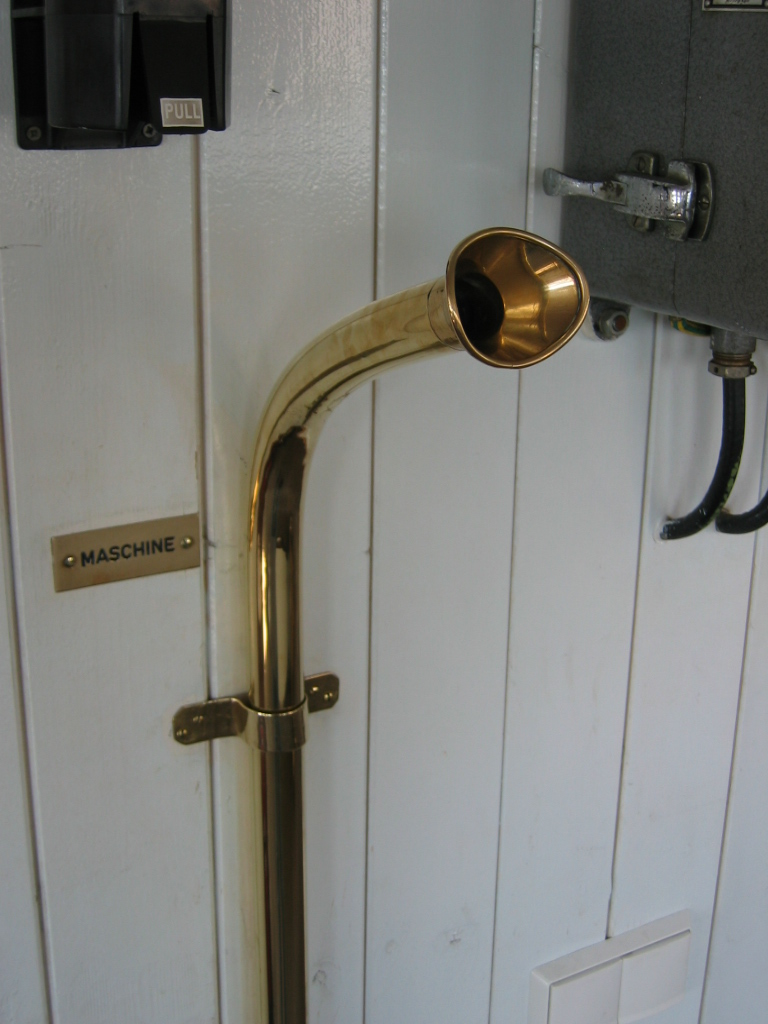
Tube acoustique pour communiquer avec la salle des machines du brise-glace à vapeur Stettin (1933).

Un tube acoustique ou tuyau acoustique est un moyen de transmission de la voix, précurseur de l'interphone.
Un tube conduisant les ondes de pression du son relie deux cornets placés aux extrémités. On y parle alternativement dans un sens puis dans l'autre. Les extrémités peuvent également être équipées d'un sifflet pour attirer l'attention lors d'un appel (précurseur de la sonnerie du téléphone).
Ce dispositif fut d'utilisation courante dans les navires, les maisons bourgeoises, les entreprises et même pour communiquer avec le chauffeur des automobiles jusqu'au début du XXe siècle (bien qu'on en trouve dans certains ouvrages de la ligne Maginot).

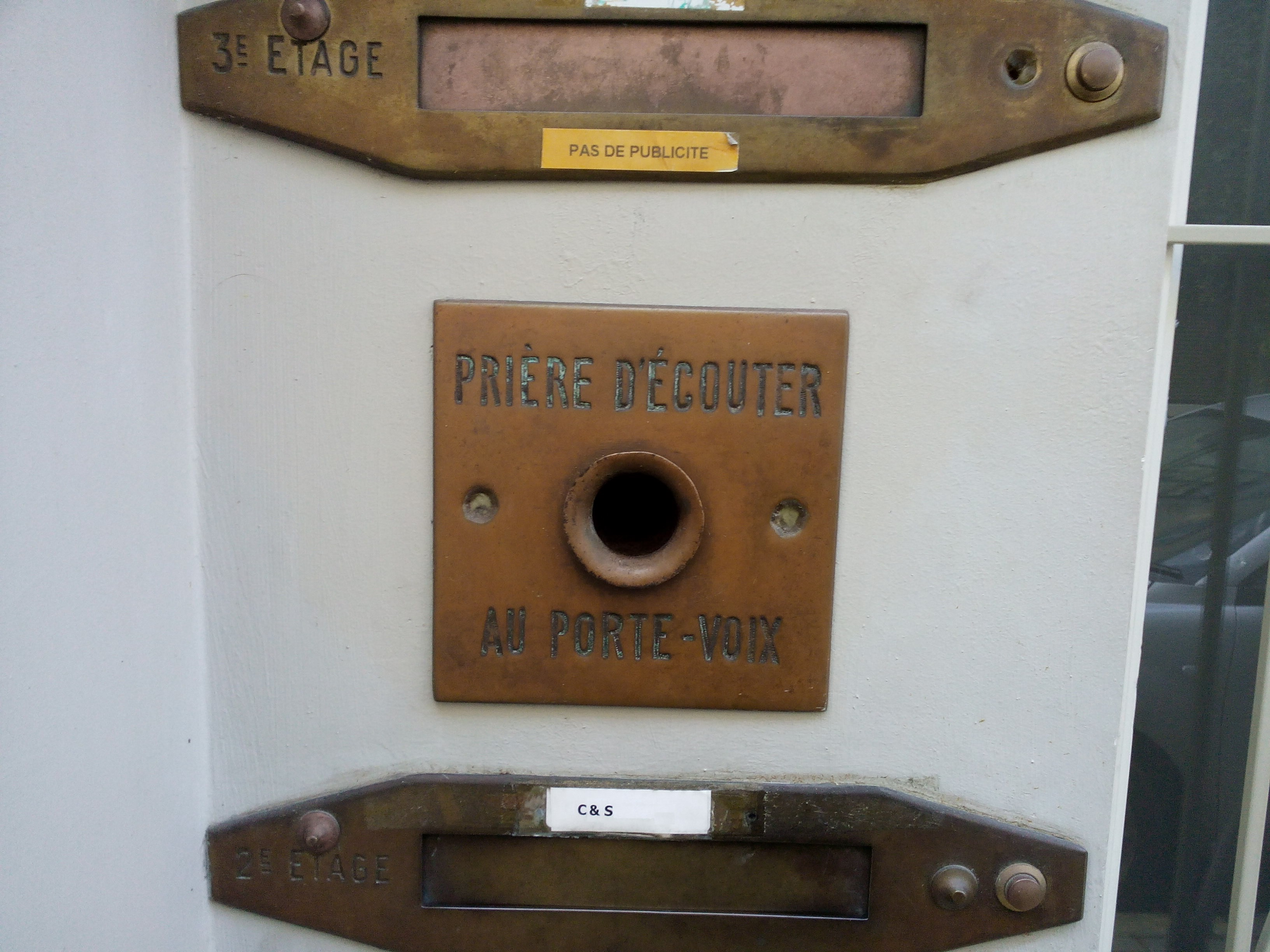
Tube acoustique à front de rue pour la communication entre le seuil de porte et l'intérieur de la maison. Bruxelles, (2014).

Le 15 juin 1782, Condorcet et le comte de Milly présentent à l'Académie des sciences un rapport sur le mémoire d'un moine cistercien, Dom Gauthey. Celui-ci prétend pouvoir transmettre la voix à 13 lieues par un procédé gardé secret.
Gauthey tente de lever une souscription en publiant en 1783 un prospectus, Expérience sur la propagation du son et de la voix dans des tuyaux prolongés à une grande distance, dans lequel il explicite divers moyens de transmission. C'est au sujet de l'un d'eux qu'il explique avoir fait une première expérience en utilisant les tuyaux de distribution d'eau de la pompe à feu de Chaillot, sur un peu moins de 800 mètres (400 toises précisément), avec succès.
L'objet de la souscription est de financer des expérimentations sur des distances plus longues et avec des moyens plus élaborés, mais il ne parvient pas à lever la somme nécessaire. Selon une légende propagée par Louis Figuier, Gauthey serait alors parti aux États-Unis, mais cette légende ne résiste pas à la critique historique,.
Le philosophe utilitariste anglais Jeremy Bentham a proposé d'installer des tubes acoustiques dans sa prison panoptique dès 1787 puis a proposé en 1793 de les utiliser pour les communications militaires et administratives.

## Effet tube acoustique parasite
Dans les immeubles, les tubes des installations ventilation mécanique contrôlée (VMC) installés sans précaution propagent facilement les sons d'un appartement à l'autre. Cela est particulièrement gênant entre les salles de bains d'une même colonne montante.